# Almería
Almería är en stad med cirka 200 000 invånare i Andalusien, i sydöstra Spanien. Almería är huvudort i provinsen Almería och en känd turistort belägen vid Medelhavet.

## Namn
Almería grundades på grund av behovet av ett bättre försvar för araberna i omgivningens byar. Det var Abd-al-Rahman III som anlade Alcazaba, vilket gav staden sitt namn: al-Mari'yah (المريّة, "Vakttornet").

## Kommunikationer
Almerías flygplats ligger 9 kilometer öster om staden och trafikeras främst av charter.

## Idrott
Fotbollslaget UD Almería och den nedlagda handbollsklubben BM Ciudad de Almería är från staden. Medelhavsspelen 2005 anordnades i Almería. Sedan 1992 arrangeras cykeltävlingen Clásica de Almería med start och mål i staden (i februari).